# زبان طوارقی
زبان طوارقی زبان اهالی بربر در شمال غرب آفریقا است که حدود یک میلیون و دویست هزار تن از بربرهای طوارق بدان سخن می‌گویند. این زبان که از گروه زبان‌های آفریقایی-آسیایی رسم‌الخط این زبان شبیه الفبای عربی است با اندکی تغییر به نحوی که برای زبان طوارقی مناسب باشد. این زبان در کشورهای مالی، نیجر، بورکینافاسو، الجزایر و لیبی رایج است. با وجود اینکه در بسیاری از کشورها مانند مالی و بورکینافاسو و نیجر الفبای لاتین رایج است اما این زبان را بیشتر با خط عربی و با واژگان قرضی بسیاری از همین زبان می‌نویسند. الفبای دیگری که خاص این زبان است تیفیناغ است که خطی بربری به شمار می‌آید.

## الفبای طوارقی
| دنافلا | تیفیناغ | عربی |
| ------ | ------- | ---- |
| b      |         | ب    |
| d      |         | د    |
| ḍ      |         | ض    |
| f      |         | ف    |
| g      |         | گ    |
| j      |         | چ    |
| ɣ      |         | غ    |
| h      |         | ه    |
| k      |         | ک    |
| l      |         | ل    |
| m      |         | م    |
| n      |         | ن    |
| q      |         | ق    |
| r      |         | ر    |
| s      |         | س    |
| ṣ      |         | ص    |
| š      |         | ش    |
| t      |         | ت    |
| ṭ      |         | ط    |
| w      |         | و    |
| x      |         | خ    |
| y      |         | ی    |
| z      | or      | ز    |
| ẓ      | or      | ظ    |
| ž      | or      | ج    |
| (ḥ)    |         | ح    |
| (ç)    |         | ع    |